# Hannes Võrno

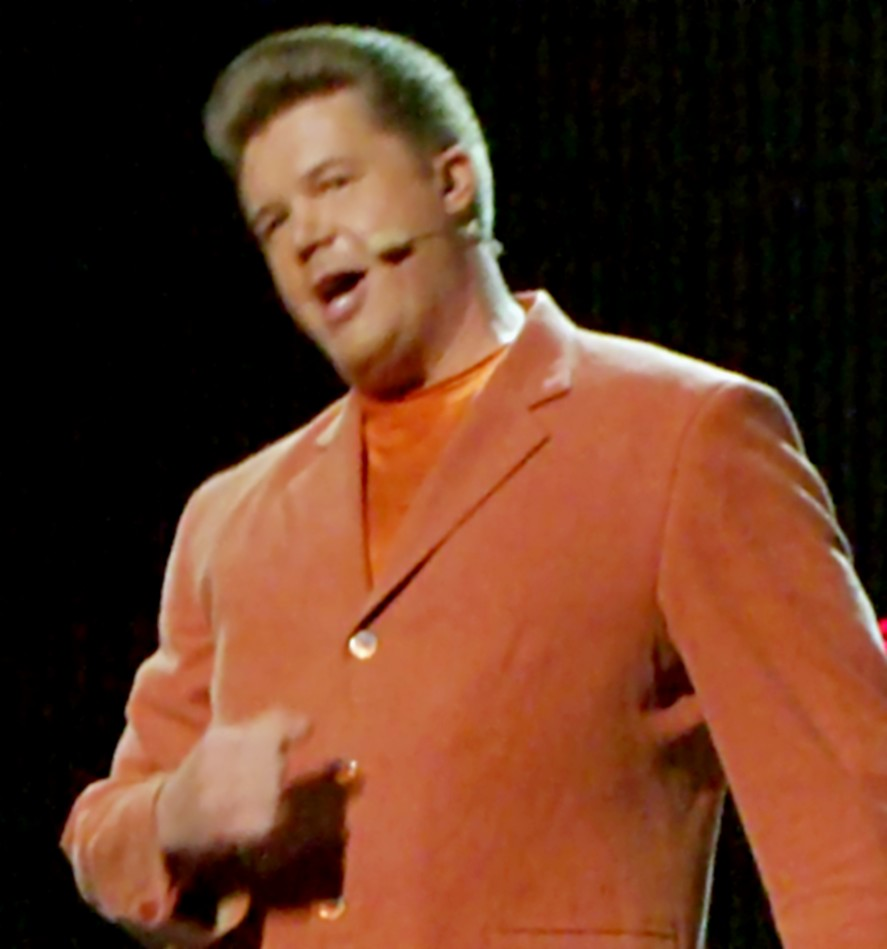
Hannes Võrno (2008).

Hannes Võrno es un presentador de programas, nacido en 1969 en Rakvere. Con formación en Bellas Artes, además de ser miembro de Kreisiraadio presenta en la cadena privada "TV3 Estonia" la versión local del programa ¿Quién quiere ser millonario?.
En 2008 representó a Estonia en el Festival de la Canción de Eurovisión 2008 junto al grupo Kreisiraadio con la canción Leto Svet.